# My Name Is Skrillex
My Name Is Skrillex ist die erste EP des US-amerikanischen House, Dub-, und Brostep-Produzenten Skrillex unter diesem Namen. Sie wurde erstmals am 7. Juni 2010 gratis auf der MySpace-Seite von Skrillex selbst veröffentlicht. Der Link zum Download befindet sich jetzt auf der Facebook-Seite von Skrillex.

## Titelliste
1. My Name Is Skrillex – 4:32[1]
2. Weekends (feat. Sirah) – 4:45
3. Fucking Die 1 – 3:50
4. Fucking Die 2 (€€ Cooper Mix) – 5:37
5. Do da Oliphant – 3:27
6. With You Friends – 6:22

Bonustitel
1. My Name is Skrillex (Skrillex Remix) – 4:46
2. In for the Kill (Skrillex Remix) – 5:11

## Rezeption
Die EP My Name Is Skrillex selbst konnte keine Chartplatzierungen erreichen, die einzige Singleauskopplung Weekends hingegen konnte sich sowohl in Deutschland (Platz 100) als auch in Kanada (Platz 93) in den Hitparaden platzieren.
Es gab gemischte bis positive Kritiken. Ein Autor von Spinsmag beschrieb jeden der Songs einzeln als mehr oder weniger gut, das Album sei im ganzen gesehen eines, auf dem sich Subgenres treffen. Es wäre egal, ob man Skrillex hasst oder liebt, er „hätte diese Sache am Laufen“ und dadurch kenne man seinen Namen. Ein Autor von ilictronix gab der EP insgesamt eine Wertung von 9,3 von 10 Sternen, der seiner Meinung nach schlechteste Song Do Da Oliphant bekam noch 8,5 Sterne.